# Canastota
Canastota est un village du comté de Madison, dans l'État de New York, aux États-Unis,. En 2010, il comptait une population de 4 804 habitants.

## Démographie
Lors du recensement de 2010, le village comptait une population de 4 804 habitants. Elle est estimée, en 2019, à 4 544 habitants.